# Wojciech Kania

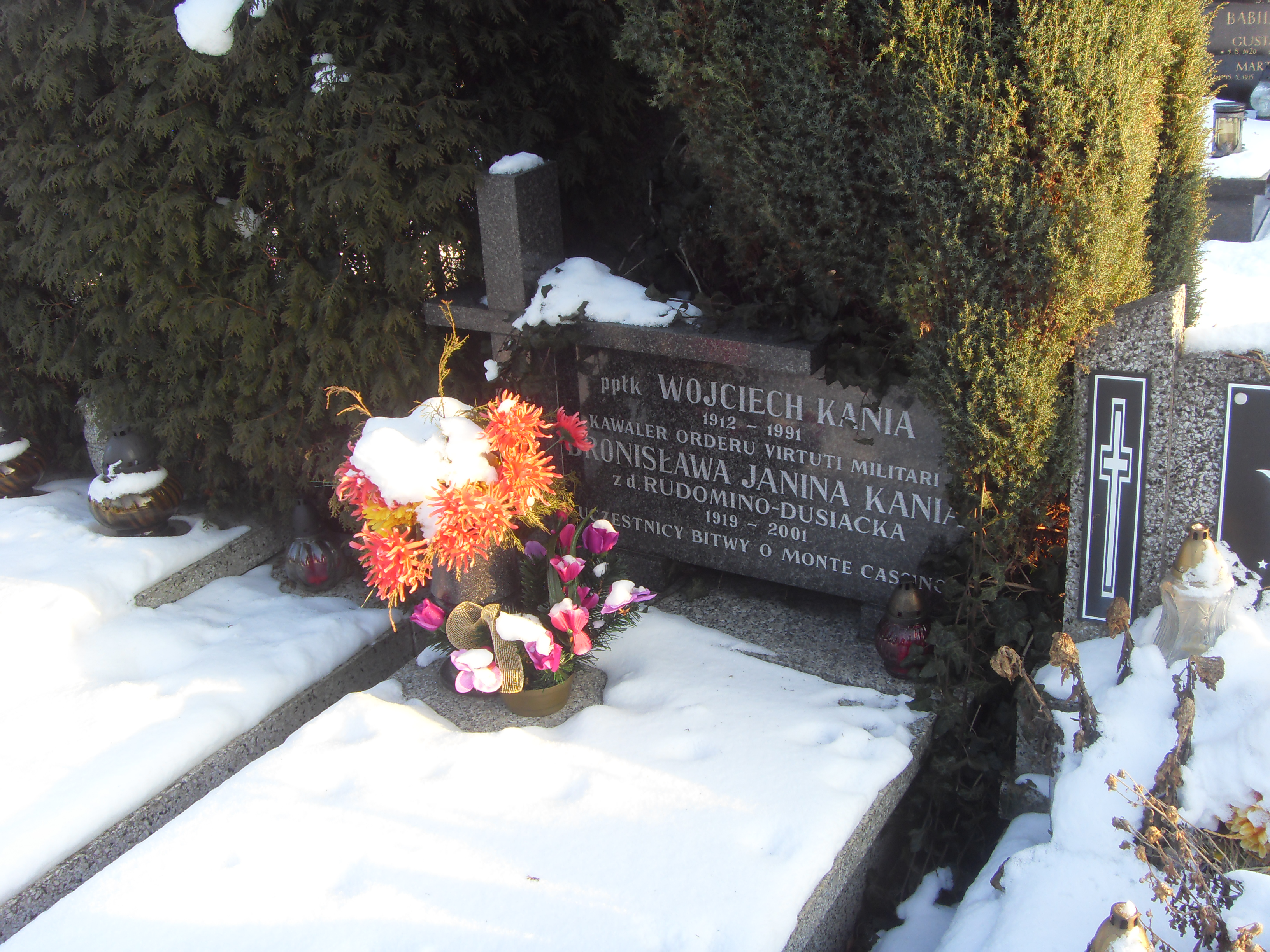
Grób Wojciecha Kanii w Bielsku-Białej

Wojciech Kania (ur. 1 kwietnia 1912 w Łodygowicach, zm. 5 maja 1991 w Bielsku-Białej) – major Polskich Sił Zbrojnych, po wojnie awansowany do stopnia podpułkownika.

## Życiorys
Syn Józefa i Katarzyny z domu Duraj. W 1932 ukończył Państwowe Gimnazjum w Bielsku i wstąpił do służby wojskowej. Ukończył dywizyjny kurs podchorążych przy 4 pułku Strzelców Podhalańskich w Cieszynie, a następnie wstąpił do Szkoły Podchorążych Piechoty. Po ukończeniu szkoły w 1935 otrzymał stopień podporucznika i przydział do 4 pospodh.
We wrześniu 1939, w stopniu porucznika, dowodził kompanią przeciwpancerną 4 pspodh. Dnia 16 września dostał się do niewoli po walkach w okolicy Dzikowa. Po siedmiu dniach niewoli uciekł z transportu kolejowego w okolicach Bieżanowa i powrócił na Żywiecczyznę.
W Łodygowicach zaangażował się w działalność konspiracyjną w ramach ZWZ. 13 stycznia 1940 podjął próbę ucieczki z kraju w okolicach Pilska, lecz został złapany przez słowacką policję i zawrócony do kraju. W marcu, po Wielkanocy, podjął drugą próbę ucieczki. Przedostał się na Węgry i w Budapeszcie zaopatrzył się w dokumenty. Przez Jugosławię przedostał się do Splitu i stamtąd greckim statkiem Patris do Libanu.
W Syrii wstąpił do Brygady Strzelców Karpackich, ta, już jako Samodzielna Brygada Strzelców Karpackich, została w sierpniu przetransportowana do Tobruku, gdzie por. Kania zorganizował obronę przeciwpancerną. Podczas inspekcji generała Sikorskiego w listopadzie 1941 awansowany do stopnia kapitana. 17 grudnia 1941 został ciężko ranny w bitwie pod Ain-el-Ghazalą. 
W lutym 1942 wrócił do udziału w wojnie odznaczony za swoje czyny Military Cross i dwukrotnie Krzyżem Walecznych. Od sierpnia 1942 dowódca dywizjonu artylerii przeciwpancernej, najpierw przy 1 Karpackim pułku artylerii lekkiej a następnie przy 3 Karpackim pułku artylerii przeciwpancernej. We Włoszech wziął udział w walkach pod Monte Cassino, Pesaro, Ankoną, Osimo, na linii Gotów, pod Brisighellą oraz Montefortino. Za bitwę pod Monte Cassino odznaczony Krzyżem Walecznych zaś za Montefortino Krzyżem Srebrnym Orderu Virtuti Militari. W styczniu 1945 awansowany do stopnia majora i w dalszych działaniach bojowych uczestniczył jako zastępca dowódcy 8 baonu 3 Dywizji Strzelców Karpackich.
Po kapitulacji sił niemieckich pozostał w służbie PSZ we Włoszech. W 1946 został przeniesiony do Anglii a następnie w 1947 wrócił do Polski. Początkowo pracował w komisji ankietowej przy CUP a następnie, po ukończeniu wyższego kursu administracji, w PKPG. W 1950 przeniesiony do rezerwy, do emerytury pracował w zakładach przemysłu materiałów budowlanych.
Pełnił funkcję przewodniczącego Środowiska Podhalańczyków i Karpatczyków byłych żołnierzy Polskich Sił Zbrojnych, działającego w Bielsku-Białej, utrzymywał kontakt z młodzieżą szkolną oraz harcerzami. W 1967 otrzymał Krzyż Srebrny Orderu Virtuti Militari za udział w walkach we wrześniu 1939. W listopadzie 1981 otrzymał Krzyż Oficerski Orderu Odrodzenia Polski. W tym czasie także awansowany do stopnia podpułkownika. Zmarł 5 maja 1991, pochowany na cmentarzu w Bielsku-Białej wraz z małżonką Bronisławą z domu Rudomino-Dusiacką.

## Odznaczenia
- Krzyż Srebrny Orderu Wojennego Virtuti Militari – dwukrotnie
- Krzyż Oficerski Orderu Odrodzenia Polski
- Krzyż Walecznych – trzykrotnie
- Krzyż Pamiątkowy Monte Cassino
- Military Cross
- Italy Star
- Africa Star
- 1939–1945 Star